# Martha Sandwall-Bergström
Œuvres principales
- Série Gulla (1945-1951)

Martha Sandwall-Bergström (née le 5 juin 1913 à Nävelsjö, morte le 12 mars 2000 à Malmö), est une femme de lettres suédoise, connue pour ses romans pour la jeunesse et en particulier pour la série Gulla, traduite en de nombreuses langues.

## Biographie
Fille d'un pasteur et d'une infirmière, Martha Sandwall grandit avec ses cinq frères et sœurs dans la campagne du Småland, dans le sud de la Suède. En 1922, ses parents héritent d'un domaine où coule une source d'eau médicinale. Ils en deviennent les gérants, et Martha y travaille durant son adolescence. Elle séjourne plus tard comme fille au pair en France et en Pologne. 
Après son mariage avec Lars-Erik Bergström, un archéologue, elle donne naissance à une fille, née en 1939. La petite famille s'installe à Lidingö dans la banlieue de Stockholm, où Martha commence à publier des écrits dans la presse magazine. En 1945, elle prend part avec succès à un concours organisé par l'éditeur Bonnier : son roman Gulla, fille de la colline (suédois : Kulla-Gulla) remporte le premier prix. Qualifié de « roman prolétarien pour la jeunesse » en raison de sa description des conditions de travail très dures des ouvriers agricoles, ce livre connait un large succès public et est traduit en de nombreuses langues dont le français, l'anglais, l'allemand et l'italien. Six autres aventures de Gulla sont publiées entre 1946 et 1951. Mais la critique n'épargne pas Martha Sandwall-Bergström, qui choisit de se réfugier avec son mari et sa fille en Espagne, à Malaga, où elle va vivre une trentaine d'années. C'est là qu'elle donne le jour à deux nouvelles héroïnes, Pépita et Arabella, qui font chacune l'objet d'une trilogie. Parallèlement, elle se consacre à la culture de fruits, à l'élevage et à des projets immobiliers.
Après la mort de son mari en 1963, Martha Sandwall-Bergström s'engage dans une quête existentielle qui la conduit à publier des textes dans une revue spiritualiste, Utan Gräns. Elle rentre en Suède, où elle passe les dernières années de sa vie. En 1999, un an avant sa mort, elle crée une fondation et un prix littéraire destiné à promouvoir la littérature pour la jeunesse, le prix Kulla-Gulla.

## Œuvre
Les écrits de Martha Sandwall-Bergström ont été publiés en Suède par les éditions Bonnier et en France par les éditions G. P. dans la collection Rouge et Or.

### SérieGulla
Thème de la série : Gulla est une jeune fille qui s’occupe d’orphelins.
Première série des Gulla (7 titres)
- Gulla, fille de la colline, 1954 ((sv) Kulla-Gulla, 1945), trad. Marguerite Gay et Gerd de Mautort
- Gulla tient sa promesse, 1955 ((sv) Kulla-Gulla håller sitt löfte, 1946), trad. Marguerite Gay et Gerd de Mautort
- Gulla châtelaine, 1955 ((sv) Kullabarnen på herrgården, 1947), trad. Marguerite Gay et Gerd de Mautort
- (sv) Kulla-Gulla i skolan, 1948
- Gulla en vacances, 1958 ((sv) Kulla-Gullas sommarlov, 1949), trad. Jacqueline Puissant
- Gulla trouve sa voie, 1959 ((sv) Kulla-Gulla finner sin väg, 1950), trad. Marguerite Gay et Gerd de Mautort
- Gulla se marie, 1961 ((sv) Kulla-Gullas myrtenkrona, 1951), trad. Marguerite Gay et Gerd de Mautort

Autres ouvrages sur Gulla (3 titres)
- (sv) Kulla-Gulla på Blomgården, 1972
- (sv) Kulla-Gulla på barnhemmet, 1986
- (sv) Kulla-Gulla lillpiga, 1987

### SériePépita(trilogie)
- Le Ruisseau des Anges, 1957 ((sv) Änglarnas bäck, 1955), trad. Marguerite Gay et Gerd de Mautort
- Le chant du coquillage, 1960 ((sv) Snäckans sång, 1956), trad. Jacqueline Puissant
- Jeune Pépita, 1961 ((sv) Unga Pepita, 1958), trad. Jacqueline Puissant

### SérieOskarsson(trilogie)
- (sv) Aldrig en lugn stund hos Oskarssons, 1952
- (sv) Allt kan hända hos Oskarssons, 1953
- (sv) Majken Stolt, född Oskarsson, 1955

### SérieArabella(trilogie)
- (sv) Silvermånen, 1959
- (sv) Elddansen på Silvermånen, 1961
- (sv) Silvermånens tecken, 1962

### Autres
- (sv) Johanna, 1948
- (sv) Objuden gäst, 1950Sous le nom de Anna Loo.
- (sv) Mysteriet vid Korsvägen, 1971

## Source
- Bibliothèque nationale de France (catalogue général)